# Fontanals (Xert)
Fontanals o els Fontanals és un llogaret dins del terme municipal de Xert, Baix Maestrat.

## Particularitats
Aquesta caseria està situada a una altura de 540 m. Es troba al nord de Xert a l'altra banda de la Mola Murada. La població era d'uns 45 habitants abans de la Guerra Civil espanyola.
Fins a mitjans del segle segle xx la caseria de Fontanals estava habitada. Els xiquets i xiquetes del poble anaven a l'escola de l'Ermita de Sant Pere i Sant Marc de la Barcella que es troba no gaire lluny, uns 2 km a l'oest.
A causa de la presència de maquis oposats al règim franquista en les muntanyes del voltant, la Guardia Civil va turmentar periòdicament la població de Fontanals, acusant-los de subministrar refugi i aliments als guerrillers. Els maquis, a la vegada, també acusaven a la gent del poble de manca de cooperació.
Finalment els habitants de Fontanals varen abandonar llur poble i es varen establir arreu.
Actualment la caseria està deshabitada. Hi havia unes quinze cases, de les quals només una ha estat reconstruïda. Aquesta casa és habitada ocassionalment, les altres cases es troben en estat de ruïna